# Arothron carduus
Arothron carduus е вид лъчеперка от семейство Tetraodontidae.

## Разпространение
Видът е разпространен в Малайзия, Тайланд и Япония.